# Tat (Volk)

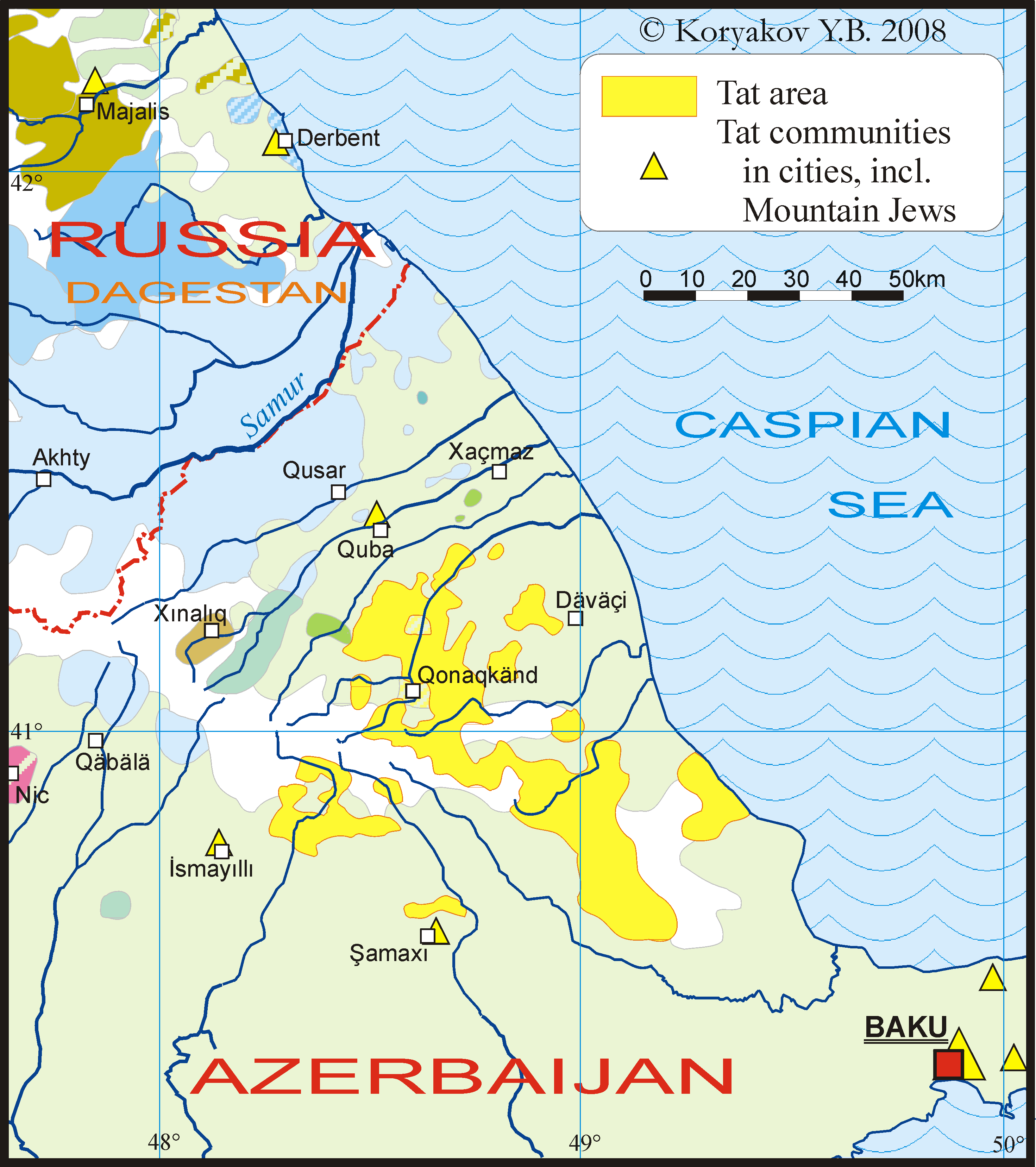
Verbreitung der tatischen Sprache in Nordaserbaidschan und Süddaghestan

Die Tāt oder Taten sind ein iranischsprachiges Volk, das in der heutigen Republik Dagestan (Russland) und im Norden Aserbaidschans wohnt. Tats benutzen die Tatische Sprache, eine südwestliche iranische Sprache und eine Variation von Persisch.
Die tatischsprachige Bevölkerung umfasst etwa 30–50.000 Menschen (Stand: 2003), die sich traditionell überwiegend zum Islam, aber auch zum Judentum oder seltener zum armenischen Christentum bekennen. Die Mehrheit der Taten ist schiitisch. Inwieweit sie eine gemeinsame Identität mit den jüdischen Taten (Bergjuden) haben, ist umstritten. Viele Angehörige der jüdischen Gruppe (auch: Judäo-Taten) sind in den letzten Jahrzehnten nach Israel, Russland, die USA oder Europa ausgewandert (siehe auch Alija).

## Herkunft

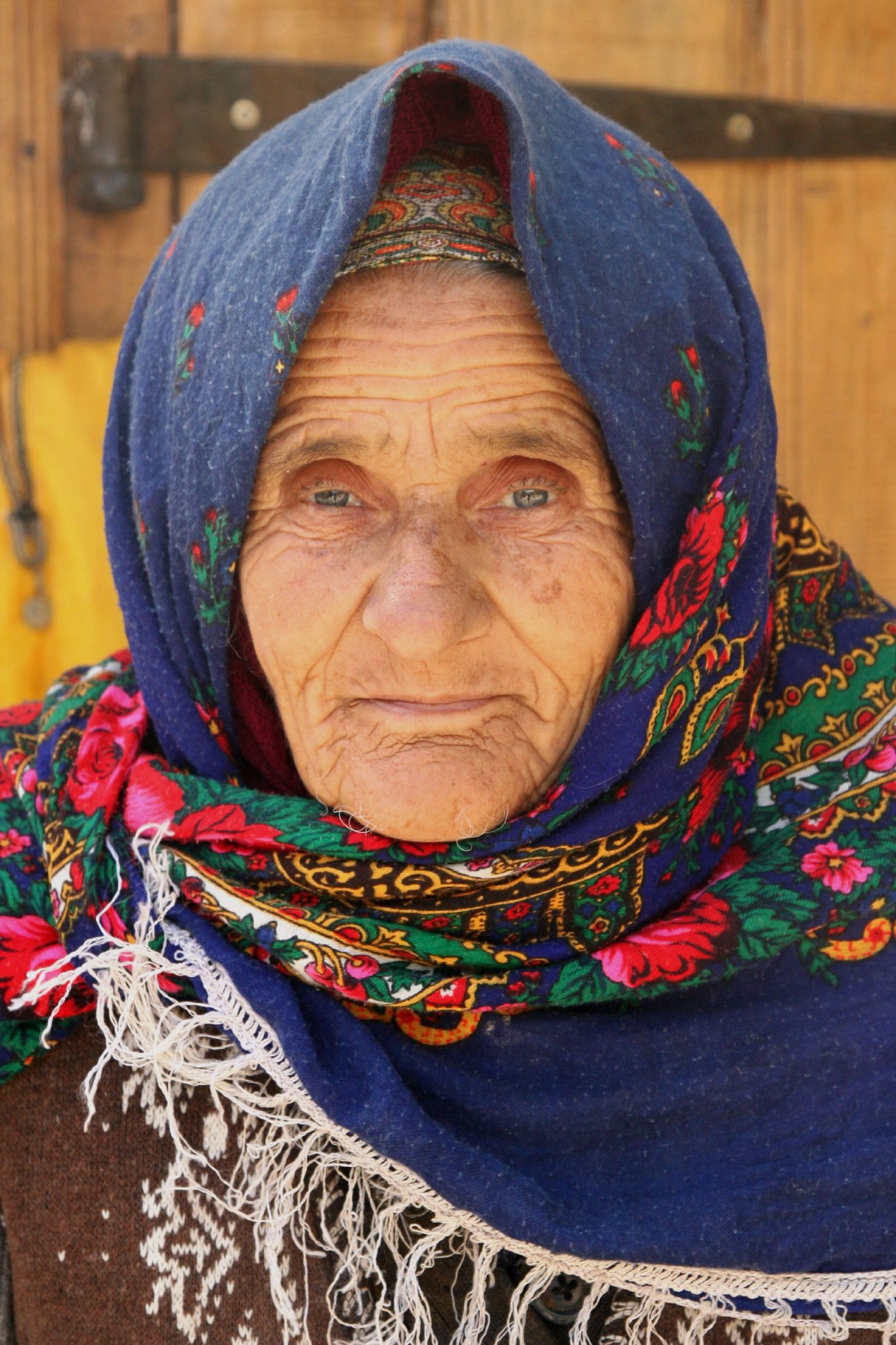
Eine alte Frau von Lahic

Die Taten trieben traditionell Ackerbau in der früheren Provinz Baku, wohin sie während der Herrschaft der Sassaniden aus Aserbaidschan (Iran) eingewandert sein sollen.

## Sprache
Die tatische Sprache gehört zu den iranischen Sprachen und ist dem Mittelpersischen sehr nahe. Sie ist inzwischen aber stark turkisiert. In Russland ist Tatisch Schriftsprache und eine der Amtssprachen Dagestans.
Das Wort Tat kommt möglicherweise aus dem turksprachigen Raum und bedeutet wahrscheinlich „Perser“. Dieselbe Wurzel findet sich auch im Wort Tadschik, die dieselbe Position wie die Tat im äußersten Osten des früheren Persiens einnehmen und allgemein als „Perser Zentralasiens“ gelten.